# Tankiédougou
Tankiédougou est une localité située dans le département de Guéguéré de la province de l'Ioba dans la région Sud-Ouest au Burkina Faso. En 2006, cette localité comptait 2 569 habitants dont 51.5% de femmes.

## Histoire
En 2006, le village de Gogoba a été administrativement autonomisé de celui de Tankiédougou qui le regroupait jusqu'alors.

## Santé et éducation
Le centre de soins le plus proche de Tankiédougou est le centre de santé et de promotion sociale (CSPS) de Bouni tandis que le centre médical avec antenne chirurgicale (CMA) de la province se trouve à Dano.
Le village possède une école primaire publique.